# 阿里山蓟
阿里山蓟（学名：Cirsium arisanense）为菊科蓟属的植物，是台灣的特有植物。分布于台灣本島，生长于海拔2,300米的地区，多生长在山顶，目前尚未由人工引种栽培。

## 异名
- Cirsium arisanense Kitam. f. purpurescens Kitamura

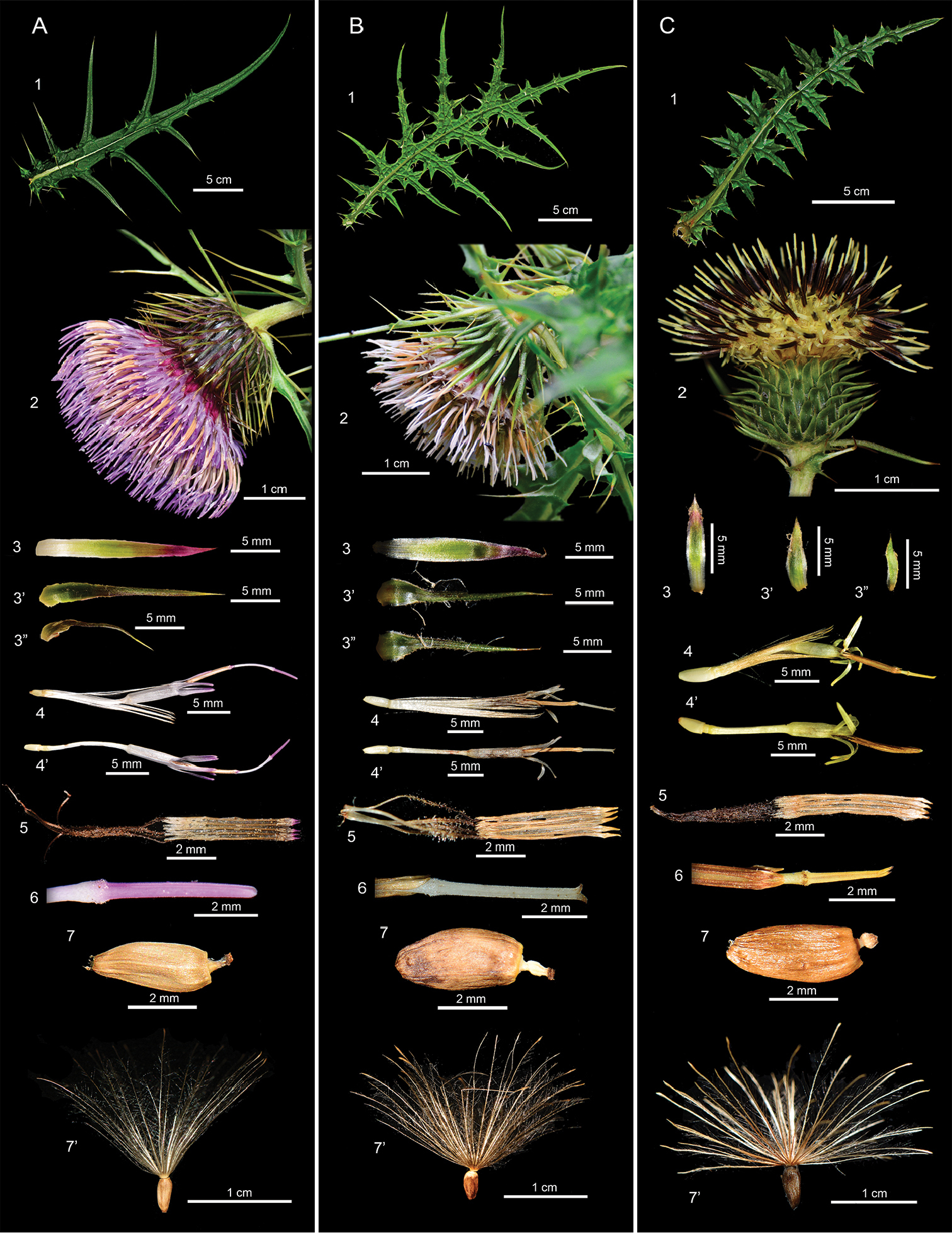
塔塔加薊（左）、玉山薊（中），及阿里山薊（右）之間的比較。